# Arianna e Teseo
Arianna e Teseo és una òpera en tres actes composta per Antonio Maria Mazzoni sobre un llibret italià de Pietro Pariati. S'estrenà a Nàpols el 20 de gener de 1758.
A Catalunya s'estrenà el 25 d'agost de 1765 al Teatre de la Santa Creu de Barcelona.